# Max Sweeney
Pour les articles homonymes, voir Sweeney.
Moira/Max Sweeney est un personnage fictif créé par Ilene Chaiken pour la série télévisée The L Word. Il est interprété par l'acteur Daniel Sea. Il fait sa première apparition dans le premier épisode de la troisième saison et reste jusqu’à la toute fin de la sixième et dernière saison.

## Moira
Moira a toujours habité à la campagne et c’est à cet endroit, dans un bar, qu’elle rencontre Jenny, alors que cette dernière est en quête d’elle-même. Ne se sentant pas à sa place dans sa petite ville natale éloignée, elle décide rapidement de joindre sa nouvelle amie à Los Angeles.
Moira est une « butch », tant par son habillement que par son attitude. Malgré tout, elle reste une jeune femme gentille, sensible et douce, toujours à l’écoute des autres et prête à les aider, bien qu’elle soit mal dans sa peau.
Après avoir déménagé à Los Angeles, Moira et Jenny deviennent amies puis tombent rapidement amoureuses et emménagent avec Shane et Carmen. Cependant, leur relation est vouée à l’échec lorsque Moira annonce qu'elle est transgenre et souhaite entamer une procédure de réassignation sexuelle.

## Max
Moira, très masculine, rencontre Billie, l’assistant gérant du café The Planet, un homme excentrique et ouvertement gay qui fait de l’œil à Moira en pensant qu’elle est un homme. Sa rencontre avec ce dernier est décisive puisqu’elle parle de son sentiment d'avoir toujours été un homme pour la première fois. Après mûre réflexion, Moira commence un traitement à base d’hormones masculines dans le but de devenir Max.
Le traitement hormonal semble bien fonctionner sur le plan physique, et Max envisage rapidement une mastectomie bilatérale, mais ne possède pas l’argent nécessaire pour payer l’opération.
Sous l’emprise de la testostérone, les traits de caractère de Moira commencent peu à peu à changer et la personnalité de Max fait rapidement surface. Sur-stressé par la transition, en plus des effets nocifs de la prise d’hormones en doses élevées, Max passe par des épisodes agressifs, poussant Jenny à s’éloigner de lui, pour finir par mettre un terme à leur relation.
Titulaire d'un diplôme en informatique, Max accepte un poste dans une grande entreprise, poste qui lui avait été refusé auparavant lorsqu’il avait postulé en tant que Moira.
Max aura une relation avec la fille de son patron, mais celle-ci le quittera quand il lui avouera son secret. Il décide quelque temps plus tard de démissionner de cette boîte et d'aider Alice avec son site internet.  
Dans la saison 5, Max se fait draguer par Tom, et décide de se mettre en couple avec lui. Mais les choses se compliquent entre les deux amoureux quand Max apprend qu'il est enceinte, et qu'il est trop tard pour avorter. 

## Apparition du personnage par épisode
| Moira/Max Sweeney | Moira/Max Sweeney | Moira/Max Sweeney | Moira/Max Sweeney | Moira/Max Sweeney | Moira/Max Sweeney | Moira/Max Sweeney | Moira/Max Sweeney | Moira/Max Sweeney | Moira/Max Sweeney | Moira/Max Sweeney | Moira/Max Sweeney | Moira/Max Sweeney |
| Saison 1          | Saison 1          | Saison 1          | Saison 1          | Saison 1          | Saison 1          | Saison 1          | Saison 1          | Saison 1          | Saison 1          | Saison 1          | Saison 1          | Saison 1          |
| ----------------- | ----------------- | ----------------- | ----------------- | ----------------- | ----------------- | ----------------- | ----------------- | ----------------- | ----------------- | ----------------- | ----------------- | ----------------- |
| 01                | 02                | 03                | 04                | 05                | 06                | 07                | 08                | 09                | 10                | 11                | 12                | 13                |
| -                 | -                 | -                 | -                 | -                 | -                 | -                 | -                 | -                 | -                 | -                 | -                 | -                 |
| Saison 2          |                   |                   |                   |                   |                   |                   |                   |                   |                   |                   |                   |                   |
| 01                | 02                | 03                | 04                | 05                | 06                | 07                | 08                | 09                | 10                | 11                | 12                | 13                |
| -                 | -                 | -                 | -                 | -                 | -                 | -                 | -                 | -                 | -                 | -                 | -                 | -                 |
| Saison 3          |                   |                   |                   |                   |                   |                   |                   |                   |                   |                   |                   |                   |
| 01                | 02                | 03                | 04                | 05                | 06                | 07                | 08                | 09                | 10                | 11                | 12                |                   |
| Oui               | Oui               | Oui               | Oui               | Oui               | Oui               | Oui               | Oui               | Oui               | Oui               | Oui               | Oui               |                   |
| Saison 4          |                   |                   |                   |                   |                   |                   |                   |                   |                   |                   |                   |                   |
| 01                | 02                | 03                | 04                | 05                | 06                | 07                | 08                | 09                | 10                | 11                | 12                |                   |
| Oui               | Oui               | Oui               | Oui               | Oui               | Oui               | Oui               | Oui               | Oui               | Oui               | Oui               | Oui               |                   |
| Saison 5          |                   |                   |                   |                   |                   |                   |                   |                   |                   |                   |                   |                   |
| 01                | 02                | 03                | 04                | 05                | 06                | 07                | 08                | 09                | 10                | 11                | 12                |                   |
| Oui               | Oui               | Oui               | Oui               | Oui               | Oui               | Oui               | Oui               | Oui               | Oui               | Oui               | Oui               |                   |
| Saison 6          |                   |                   |                   |                   |                   |                   |                   |                   |                   |                   |                   |                   |
| 01                | 02                | 03                | 04                | 05                | 06                | 07                | 08                |                   |                   |                   |                   |                   |
| Oui               | Oui               | Oui               | Oui               | Oui               | Oui               | Oui               | Oui               |                   |                   |                   |                   |                   |